# 古代漢語 (王力)
『古代漢語』（こだいかんご）は、王力主編の古代漢語（漢文）の教科書。繁体字を使用している。 

## 概要
1959年、北京大学中文系は王立の指導のもと、古代中国語の選書、共通語、理論の教育を組み合わせて、古代中国語の指導カリキュラムを改革した。本書『古代漢語』は、北京大学の内部講義録が改訂・補完されたものである。 1964年に中華書局から初版の全分冊の出版が完了し、字数は126万以上である。
1987年には『全国高等学校優秀教材特等賞』を受賞した。2006年までに40回以上重版され、総発行部数は約190万部である。

## 特徴
- 通仮字、異体字、古今字については、それぞれ「通」「同」「後来写作某」と区別している。
- 各単元は「文選」「常用詞」「古漢語通論」の三部から成る。

## 版
- 1962年 - 第一版（第一、二冊）、中華書局出版
- 1963年 - 第三冊出版
- 1964年 - 第四冊出版
- 1981年 - 中華書局第二版、1980年に王力が中心となって改訂開始
- 1989年1月 - 台北藍燈文化事業公司初版
- 1999年 - 第三版、1997年、郭錫良が中心となって改訂開始
- 2018年 - 第四版